# Streptoprocne phelpsi
Streptoprocne phelpsi là một loài chim trong họ Apodidae.